# Ponto-chō

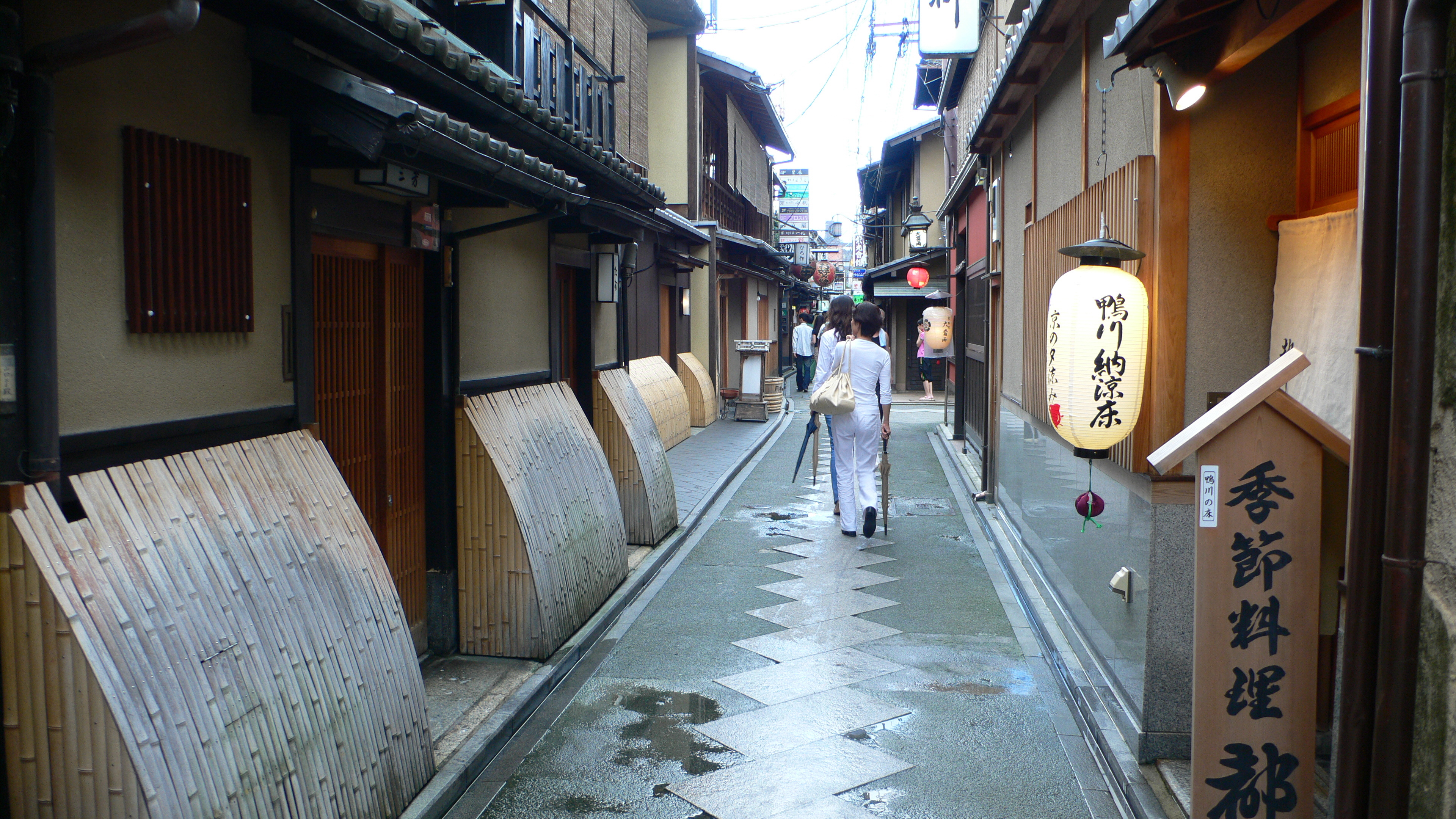
Ponto-chō de día

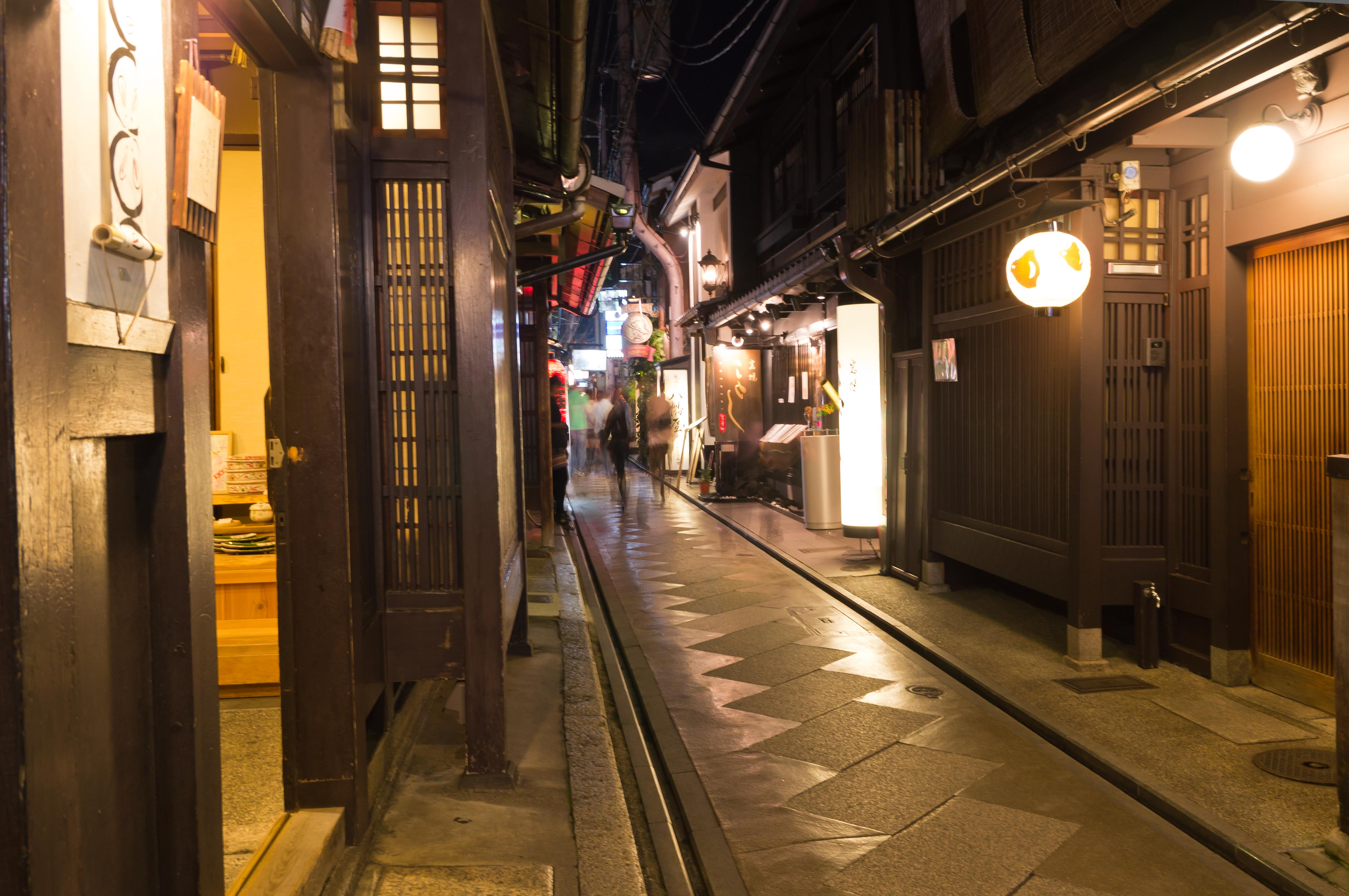
Ponto-chō de noche

Ponto-chō (先斗町?) es un distrito hanamachi de Kyoto (Japón) conocido por sus geishas, pues alberga muchas casas de geishas y casas de té tradicionales. Al igual que Gion, Ponto-chō es famoso por sus locales de entretenimiento y por haber preservado formas arquitectónicas tradicionales. 

## Etimología
El nombre Ponto-chō se dice que es un acrónimo, formado a partir de la palabra inglesa "point" o bien a partir de la palabra portuguesa "ponto" (ambas con el significado de "punto"), a la cual se suma el término japonés "-cho" cuyo significado es "ciudad", "bloque" o "calle".

## Distrito
Ponto-chō se centra en torno a un largo y estrecho callejón empedrado que va desde Shijō-dori a Sanjo-dori, una calle al oeste del río Kamo (Kamo-gawa). Este es también el lugar tradicional del inicio del kabuki, y una estatua de Okuni sigue en pie en el lado opuesto del río.

## Características culturales
Las geishas han existido en Ponto-cho por lo menos desde el siglo siglo XVI, al igual que la prostitución y otras formas de entretenimiento. Hoy en día, la zona, iluminada por lámparas tradicionales por la noche, incluye una variopinta mezcla de restaurantes muy caros, a menudo con comedor al aire libre junto al río en los patios de madera; casas de geishas y casas de té, burdeles, bares y restaurantes baratos.
En el barrio se ubica también el Teatro Kaburenjo, concretamente al final de la calle Sanjo-dori. Este teatro funciona como una sala de prácticas para las geishas y dos veces al año, desde 1870, las geishas de Kyoto efectúan el Kamogawa Odori, un baile del río Kamogawa, una combinación de danzas tradicionales kabuki, como el teatro, el canto y la interpretación de los instrumentos tradicionales. Ofrecen así una rara oportunidad para la gente común de ver las actuaciones de las geishas reales."